# Прикумское сельское муниципальное образование
Прикумское сельское муниципальное образование — сельское поселение в Черноземельском районе Калмыкии.
Административный центр — посёлок Прикумский.

## География
Прикумское СМО расположено в юго-западной части Черноземельского района в пределах Прикаспийской низменности. СМО граничит на востоке с Ачинеровским, на севере - с Адыковским, на северо-востоке - с Комсомольским, на западе - с Кумским СМО Черноземельского района, на юге - с Республикой Дагестан, на юго-востоке - со Ставропольским краем.
Гидрография
Гидрографическая сеть развита слабо. На северо-западной окраине территории расположено озеро Кек-Усун. Для технических нужд и водопоя сельскохозяйственных животных  имеются артезианские скважины. На южной окраине территории Прикумского СМО расположены водоёмы группы Состинских озёр, а на северо-западе  проходит Черноземельский магистральный канал, от которого отходит небольшой канал - отвод, питающий водой орошаемые участки.
В целом, Прикумское СМО слабо обеспечено водными ресурсами, пригодными для потребительских и хозяйственных целей. Для водоснабжения населения имеется водопроводная сеть, вода подается из скважины «Сладкий Артезиан».

### Климат
Климат Прикумского СМО резко континентальный, характеризуется жарким и очень сухим летом, малоснежной, иногда с большими холодами, зимой. Самый холодный месяц – январь. Средние температуры января отрицательные: от −7…−9 °C до −10…−12 °C, минимальная температура января: −33…−35 °C. Средние температуры июля составляют +23,5…+25,5 °C. Абсолютный максимум температуры в жаркие года достигает +42…+45 °C. 
Продолжительность безморозного периода составляет 173-186 дней. Продолжительность солнечного сияния составляет 182—186 дней в году.
Годовое количество осадков около 200 мм, выпадают преимущественно в теплый период года. Число дней со снежным покровом составляет 40-54. Высота снежного покрова незначительна – не более 10 см. Глубина промерзания почвы в среднем за зиму достигает 34 см, а в отдельные наиболее суровые зимы почва - до 64 см. В течение зимы насчитывается около 16 дней с гололёдом.
Испаряемость за вегетационный период значительно превосходит количество выпадающих осадков. Увлажнение недостаточное, коэффициент увлажнения 0,2-0,3. За вегетационный период число дней с суховеями на территории СМО колеблется от 100 до 125. Территория СМО характеризуется наличием постоянных сильных ветров с преобладанием восточных. Только в летнее время усиливаются ветры западного направления. Наибольшая скорость ветров наблюдается в январе - марте. Количество дней с сильным ветром в среднем за год составляет 18-36 дней. Отмечаются сильные пыльные бури.
Полезные ископаемые
На территории СМО расположено 5 месторождений нефти (Шахметское, Калининское, Комсомольское, Северо-Комсомольское и Майли-Харанское).

## Население
| 2002  | 2010  | 2011  | 2012  | 2013  | 2014  | 2015  |
| ----- | ----- | ----- | ----- | ----- | ----- | ----- |
| 1359  | ↘1207 | →1207 | ↘1194 | ↘1189 | →1189 | ↘1172 |
| 2016  | 2017  | 2018  | 2019  | 2020  | 2021  |       |
| ↘1155 | ↗1173 | ↘1168 | ↗1172 | ↗1181 | ↗1382 |       |

Процесс воспроизводства населения в поселении характеризуется стабильным естественным приростом населения, однако рост численности населения не происходит из-за постоянного миграционного оттока.

### Национальный состав
По данным Всероссийской переписи населения 2010 года:
| Национальность | Численность (чел.) | Процентное соотношение |
| -------------- | ------------------ | ---------------------- |
| Аварцы         | 534                | 44,24%                 |
| Русские        | 215                | 17,81%                 |
| Даргинцы       | 172                | 14,25%                 |
| Чеченцы        | 143                | 11,85%                 |
| Рутульцы       | 41                 | 3,40%                  |
| Калмыки        | 37                 | 3,07%                  |
| Цахуры         | 35                 | 2,90%                  |
| Казахи         | 26                 | 2,15%                  |
| Другие         | 4                  | 0,33%                  |
| Всего          | 1 207              | 100,00%                |

## Состав сельского поселения
| № | Населённый пункт | Тип населённого пункта          | Население |
| - | ---------------- | ------------------------------- | --------- |
| 1 | Булмукта         | посёлок                         | ↘69       |
| 2 | Калининский      | посёлок                         | ↘33       |
| 3 | Майхара          | посёлок                         | ↘71       |
| 4 | Прикумский       | посёлок, административный центр | ↘926      |
| 5 | Рогульский       | посёлок                         | ↗107      |

## Экономика
Основа экономики СМО - сельское хозяйство. Всего на территории СМО действуют (2012) 42 хозяйства, из них 24 КФХ и 18 ЛПХ. Основным видом их деятельности является разведение и выращивание сельскохозяйственных животных.
Селообразующим предприятием является МУП «Ставропольский», занимающийся разведением калмыцкого типа грозненской породы овец. В производственном процессе, на постоянной основе участвуют 97 человек и ежегодно на сезонные работы привлекаются до 40 человек, из числа лиц временно не работающих.
Площадь орошаемых земель на территории СМО составляет 4 932га (сенокосы лиманного орошения).

## Транспортная инфраструктура
Автомобильная дорога Р-263 «Георгиевск – Будённовск – Лагань».